# 月城街
月城街又名东风巷，位于中国江苏省无锡宜兴市宜城街道古城东北侧，为宜兴三大历史文化街区之一。此处原为宜兴东门百渎门外的月城北半部分，南邻解放中路，西靠段家巷，东、北临东仓河（原东护城河的一部分，河上有东仓桥），自西向东由扁担巷（原主城墙墙基）、月城街和尤斯巷等组成，现街巷及道路结构尚保持明清格局，内部建筑多建于明清至民国时，其中主街两侧多为商住合一的两层楼房，上为住家，下为店铺，房屋之间由河巷夹弄相连，小夹弄通河埠和大路。根据宜兴市月城街历史街区保护规划方案，此处将在整修后作为传统居住、商业和文化休闲综合区以及城防系统与传统民居展示区。